# Zrcadlový labyrint

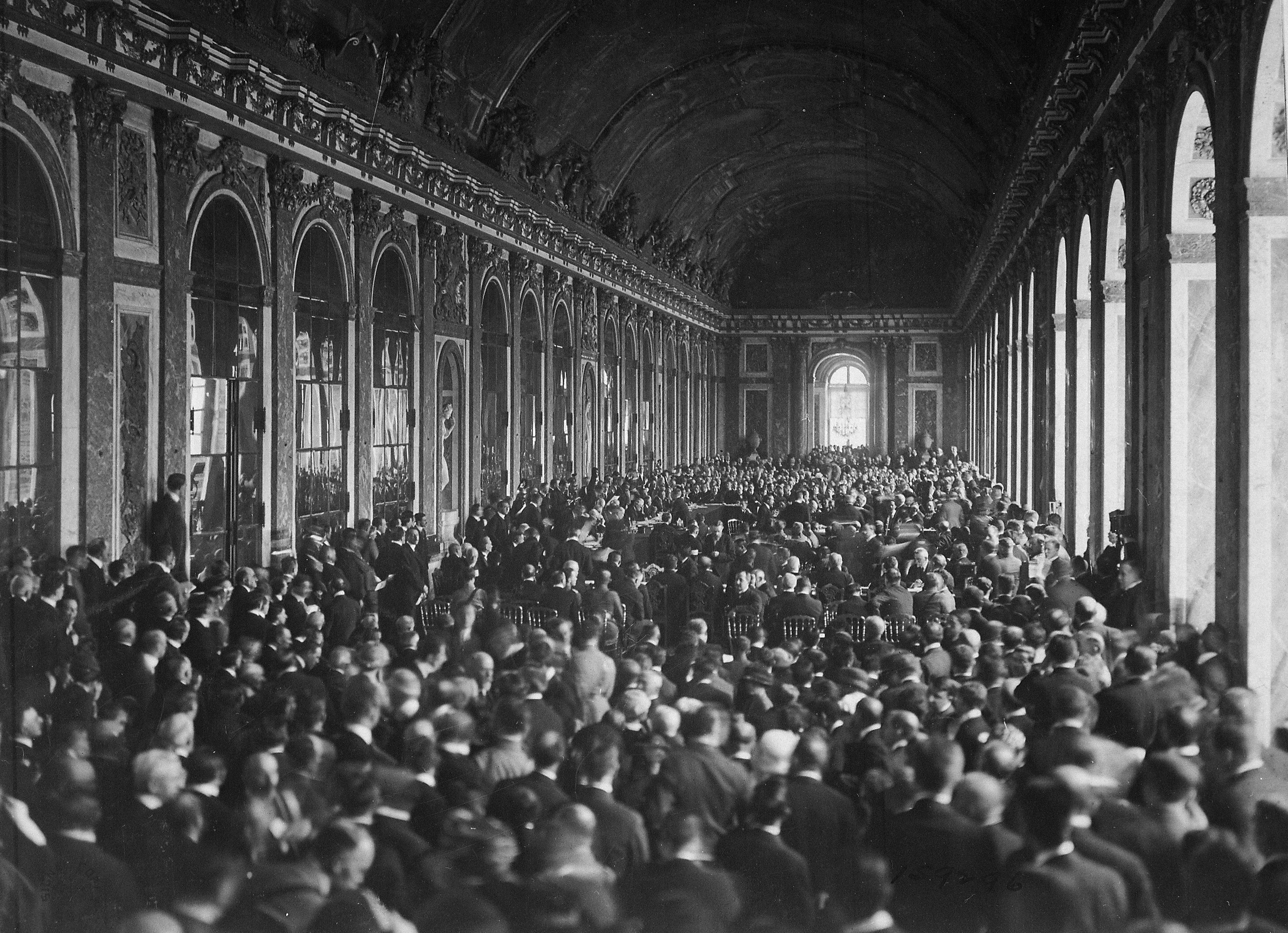
Zrcadlová síň ve Versailles, 28. června 1919

Zrcadlový labyrint nebo zrcadlové bludiště (v angličtině zrcadlový dům nebo zrcadlová síň, v ruštině dům smíchu) je založen na koncepci labyrintu doplněným o vizuální vjemy, které vznikají zdeformovaným odraženým zrcadlovým obrazem. Zrcadla jsou různě deformovaná, buď konkávně nebo vypoukle. 
Zrcadlový labyrint se nachází například na pražském Petříně nebo v Divadle kouzel Pavla Kožíška v Líbeznicích u Prahy.

## Historie
První patent na zrcadlové bludiště oznámil rodák z Berlína Gustav Casten v roce 1888 ve Francii. Podle jeho plánu bylo postaveno v roce 1889 v Konstantinopoli první bludiště v sultánově paláci. V roce 1893 následovala další aplikace jeho plánu v Chicagu, která byla navržena podle stejného principu konstrukce. Labyrint na Petříne v Praze je však postaven podle jiného, jednoduššího plánu. Vznikl v roce 1891 a existuje dodnes.

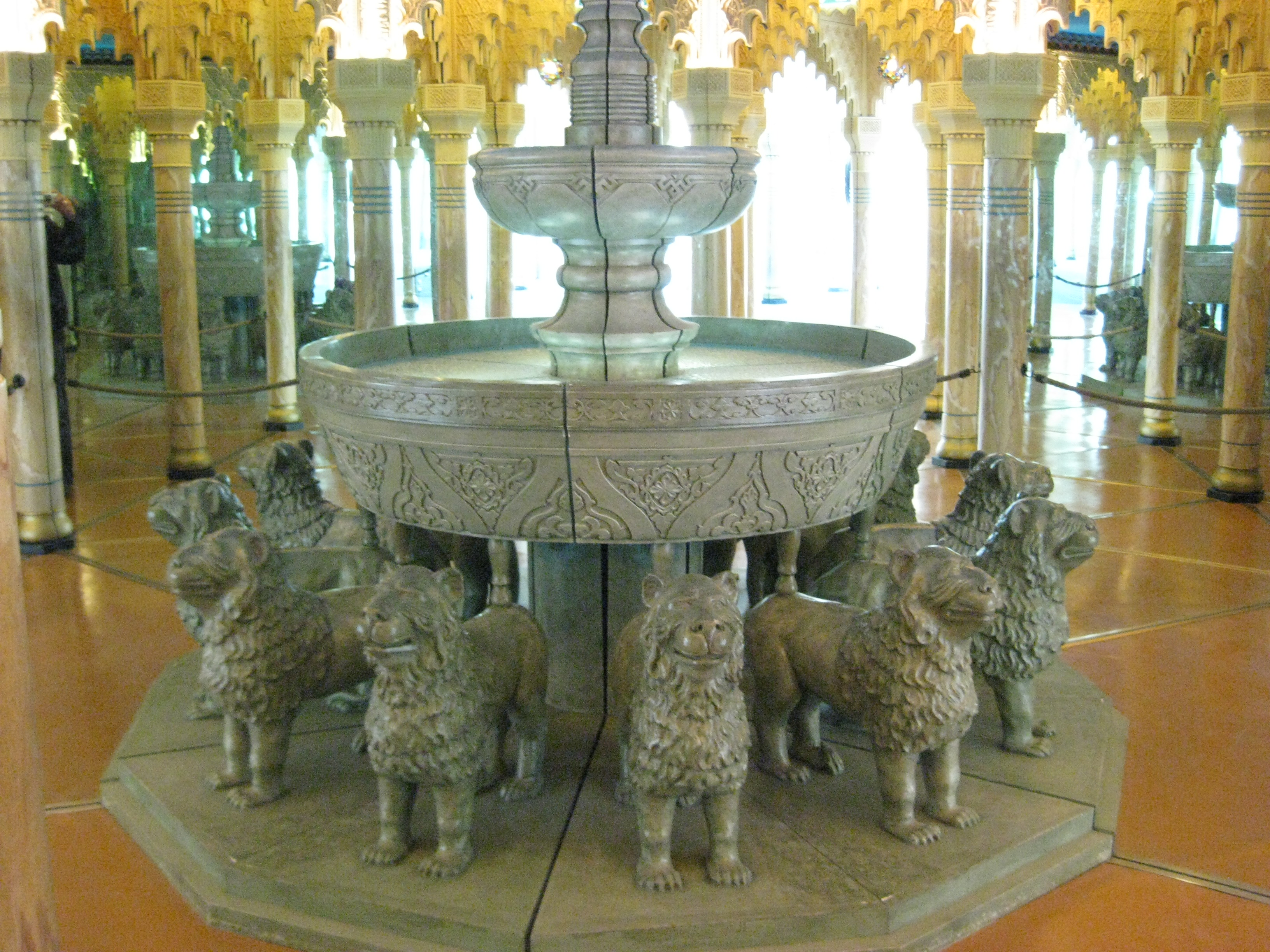
Zrcadlový labyrint Alhambra u zahrady Gletschergarten ve švýcarském Lucernu

## Příklady zrcadlových labyrintů
- Zrcadlové bludiště na Petříně, Praha, Česko (1891)
- Zrcadlový labyrint, Divadlo kouzel Pavla Kožíška, Líbeznice u Prahy (2017)
- Gletschergarten Lucern, Švýcarsko (1896)
- Zrcadlové bludiště krále Artuše, Longleat House, Spojené království (1998)
- Hamburg Dungeon, Německo (2004)
- London Dungeon, UK
- Větruše, Ústí nad Labem, Česko (2006)

Kutná Hora, Česko 